# Ferrán Bassas
Ferrán Bassas Navarra (Barcellona, 29 aprile 1992) è un cestista spagnolo.

## Palmarès
- Basketball Champions League: 1

Canarias: 2016-17
- Coppa Intercontinentale: 1

Canarias: 2017
- Eurocup: 1

Gran Canaria: 2022-23